# Manolete
Manuel Rodríguez Sánchez, noto come Manolete (Cordova, 4 luglio 1917 – Linares, 28 agosto 1947), è stato un torero spagnolo, considerato uno dei migliori toreri di tutti i tempi. Il suo stile era elegante e serio, ed eccelleva nella suerte de matar, l'uccisione del toro.

## Biografia

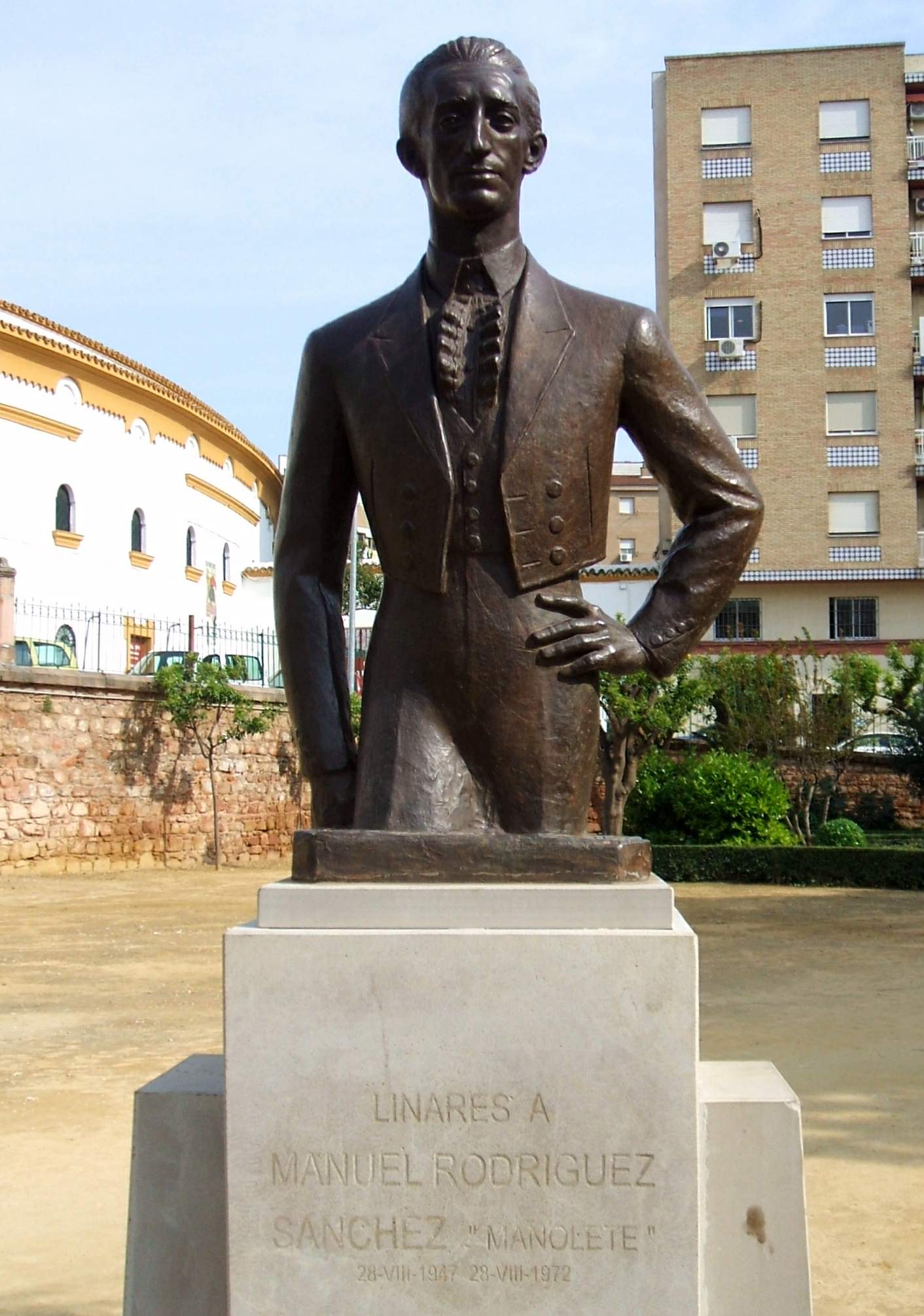
Monumento a Manolete di fronte all'arena di Linares.

A soli 13 anni esordì pubblicamente nella scuola per toreri di Montilla, a Cordova.
Nel 1939 divenne torero con la tradizionale cerimonia (alternativa) nella quale un torero autorizza un novillero (principiante) a diventare matador de toros.
Nel 1940 sì esibì nelle principali arene del tempo: a Siviglia, Alicante, Bilbao, Barcellona e Madrid consolidò la sua fama.
Alla fine del 1945 viaggiò in Messico, Perù, Venezuela e Colombia; le sue esibizioni in queste nazioni lo consacrarono come più grande torero del mondo.
Il 16 luglio del 1947 tenne il suo ultimo spettacolo a Madrid. Il 28 agosto seguente, soltanto un mese dopo, un toro Miura chiamato Islero lo incornò alla coscia sinistra nella plaza de toros di Linares. Manolete morì nella notte seguente, all'età di 30 anni, a causa di una trasfusione di sangue errata, dopo alcune ore di agonia.
In quella stessa corrida si esibiva un altro celebre torero, Luis Miguel Dominguín, diventato noto anche per essere stato il marito dell'attrice Lucia Bosé ed il padre del cantante Miguel Bosé.
La morte di Manolete lacerò profondamente l'opinione pubblica spagnola, e il Generalísimo Francisco Franco dichiarò tre giorni di lutto nazionale.
Dalla sua storia fu tratto anche un film omonimo con Adrien Brody nel ruolo di Manolete.
E anche in Italia, viene ricordato e citato nel film Fifa e arena del 1948 con Totò.